# Beaver Creek Park
Beaver Creek Park är en park i Kanada.   Den ligger i provinsen British Columbia, i den södra delen av landet, 3 100 km väster om huvudstaden Ottawa. Beaver Creek Park ligger 460 meter över havet.
Terrängen runt Beaver Creek Park är huvudsakligen kuperad, men åt nordväst är den bergig. Beaver Creek Park ligger nere i en dal. Närmaste större samhälle är Fruitvale, 6,6 km nordost om Beaver Creek Park.
I omgivningarna runt Beaver Creek Park växer i huvudsak barrskog. Runt Beaver Creek Park är det glesbefolkat, med 14 invånare per kvadratkilometer.